# Juan Sobieslao de Luxemburgo

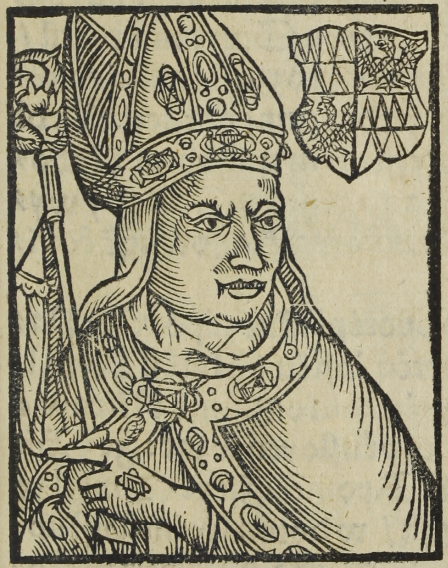
Juan de Moravia (retrato ficticio, B. Paprocký, Espejo del glorioso margrave de Moravia, 1593)

Juan Sobieslao de Luxemburgo-Moravia (en alemán, Johann Sobieslaus von Luxemburg-Mähren; en checo, Jan Soběslav Lucemburský), nacido en 1352, muerto el 12 de octubre de 1394 en Údine). Tercer hijo de los margraves de Moravia, fue a su vez margrave de la Marca de Moravia (1375 - 1394) junto con sus dos hermanos, pero siguió la carrera eclesiástica: fue nombrado obispo de Litomyšl (1380 - 1388), intentó postularse como obispo de Olomouc (1387 - 1388) mientras el Papa Urbano VI lo nombraba patriarca de Aquilea (1387 - 1394), donde se estableció hasta su muerte.

## Nacimiento y juventud
Juan Sobieslao fue el tercer hijo del margrave de Moravia Juan Enrique de Luxemburgo, nacido de su segundo matrimonio con Margarita de Opava (1330-1363), hija del duque de Troppau-Jägerndorf (Opava), Nicolás II. Sus hermanos fueron Jodoco y Procopio de Moravia, mientras que el emperador del Sacro Imperio Romano Germánico Carlos IV de Luxemburgo era su tío.
En 1368 Juan Sobieslao fue nombrado preboste de la colegiata de Vysehrad. Dos años después, en 1370, fue ordenado diácono.

## Carrera eclesiástica

### Pretendiente a obispo de Olomouc
Después de la muerte del obispo de Olomouc Juan de Neumarkt, Juan Sobieslao trató de ser nombrado su sucesor en esta rica diócesis morava. A pesar de que no fue elegido por el cabildo catedralicio del obispado de Olomouc ni recibió la confirmación papal, para 1380 se muestra postulado como obispo de Olomouc.

### Obispo de Litomyšl
Ese año de 1380 fue el mismo año de la muerte del obispo de Litomyšl, Alberto I de Sternberg, y su cabildo catedralicio eligió a Juan Sobieslao como su sucesor con el nombre de Juan III. Durante su mandato, le dio a la ciudad de Litomyšl un importante fuero. Después de una disputa de tres años con el arzobispo de Praga Juan de Jenstejn, Juan Sobieslao fue excomulgado en 1384 por éste. No obstante, Juan Sobieslao seguía siendo en mayo de 1388 obispo de Litomyšl.

### Otra vez postulado como obispo de Olomouc
Después de la muerte del obispo de Olomouc, Pedro Jelito, en 1387 Juan Sobieslao intentó, con el apoyo de su primo el rey de Bohemia Wenceslao IV, alcanzar de nuevo la silla del obispo de Olomouc. Aunque tampoco esta vez fue elegido por el capítulo ni fue confirmado por el Papa, se postuló dos veces (en 1387 y 1388) como obispo de Olomouc.

### Patriarca de Aquilea
El 27 de noviembre de 1387, el Papa Urbano VI nombra a Juan Sobieslao patriarca de Aquilea, el quinto de su nombre. Allí cayó rápidamente en medio de los enfrentamientos y disturbios locales, en los que la familia Savorgnano desempeñó un papel principal y que al final le llevó a su muerte: el 12 de octubre de 1394 Juan Sobieslao fue asesinado. Su cuerpo fue enterrado en la catedral de Údine, Santa María la Mayor.